# هندسة جيوماتيكية

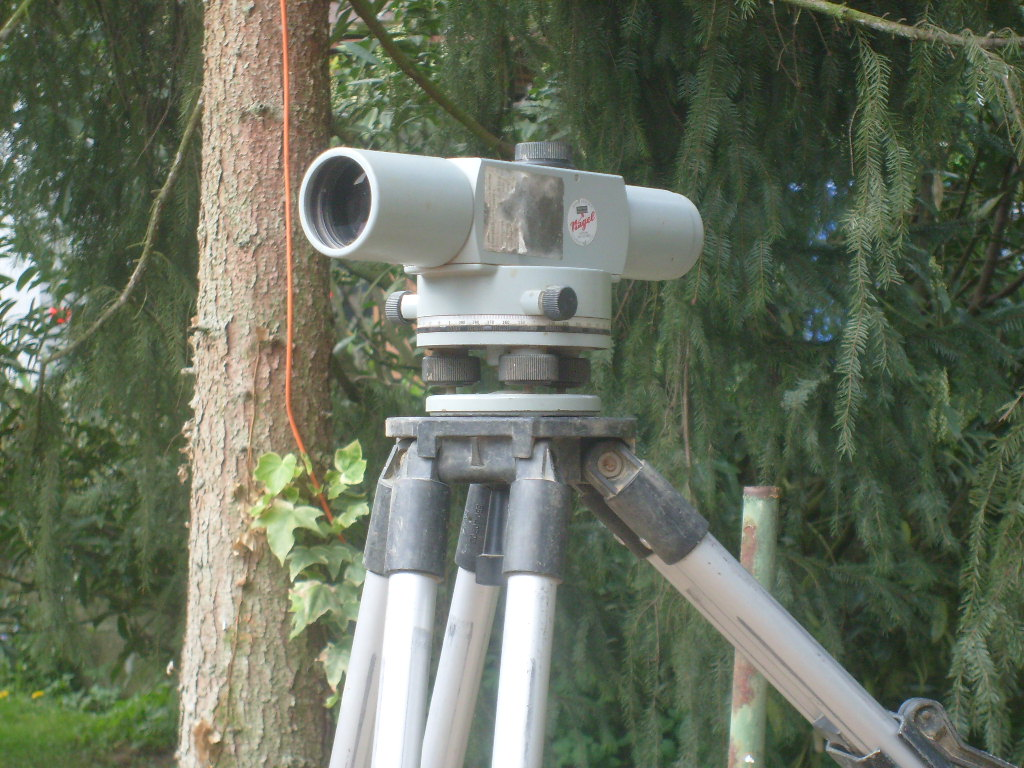
جهاز التسوية

الهندسة الجيوماتيكية Geomatics هي هندسة المساحة الرقمية أو الهندسة الطبوغرافية الإلكترونية بسائر فروعها. وهو علم و تقنية تجميع وتحليل و تفسير وتوزيع واستخدام المعلومات الجغرافية، ويضم داخله مجموعة من التخصصات التي يمكن جمعها معاً بهدف تطوير صورة تفصيلية مفهومة عن العالم الطبيعي ومكاننا به، وهذه التخصصات تشمل: المساحة، الخرائط، الاستشعار عن بعد، والنظام العالمي لتحديد المواقع نظام التموضع العالمي، ونظم المعلومات الجغرافية نظم المعلومات الجغرافية.
و يشمل تخصص هندسة الجيوماتكس ونظم المعلومات الجغرافية على استخدام الأقمار الصناعية في نواح عديدة مثل الاتصالات، واستطلاعات المناخ والبيئة، واستكشاف الفضاء والأرض، واستعمال التقنيات الحديثة، والحاسوب وبرمجياته في جمع المعلومات وتحليلها، باستخدام نظم المعلومات الجغرافية، ويضم هذا التخصص قاعدة عريضة من التخصصات الفرعية التي تنصب في الهندسة المدنية وتطبيقاتها.
وهندسة الجيوماتكس تعطي لدارسها معرفة جيولوجية المنطقة من خلال قياس اتجاه خط المضرب وزاوية واتجاه الميل وسمك ونوع التكوين الصخري من أجل التخطيط الإستراتيجى السليم لتنفيذ المشاريع الهندسية وتحديد مسار الطرق المختلفة وتحديد مواقع المقالع ومشاريع الأنفاق وتحديد مواقع الآبار وسمك الطبقات الحاوية على الماء وتطوير ظروف الموقع الإنشائي والمحافظة على المنشآت الحيوية وإضافة إلى تحديد مواقع السدود لخزن المياه.